# Paleis van de Wind
Paleis van de Wind (Palau del Vent) is de naam van een plafondschildering van Salvador Dalí uit 1972-1973. Ze is geschilderd op canvas na voorbereiding in de studio van Dalí en daarna permanent geïnstalleerd als plafondversiering in de voormalige foyer van het Teatre-Museu Dalí.
Voor het schilderij liet Dalí zich inspireren door het Catalaans gedicht “L'Empordà” van Joan Maragall. Op het schilderij staat Dalí afgebeeld naast zijn vrouw en muze Gala. Vanuit een geforceerd perspectief worden de twee bekeken vanaf onderaf hun grote voeten terwijl zij naar de hemel rijken.